# Église San Mauro de Burano

L'église San Mauro (église Saint-Maur) était une église catholique de Venise, en Italie.

## Localisation
L'église San Mauro était située sur l'île de Burano.

## Historique
L'ancienne église fut construite probablement l'année où les Huns ont essayé d'envahir Malamocco et Rialto. 
En 1214, l'évêque de Torcello accorda à deux femmes vénitiennes pieuses, d'y installer un monastère bénédictin. 
L'église fut reconstruite et consacrée en 1533. 
Au cours des dernières années du XVIIIe siècle furent concentrées dans ce monastère les Bénédictins de San Vito par décret du Sénat du 12 septembre 1768.
Les actifs de la communauté furent confisqués le 28 juin 1806 en exécution du décret royal du 8 juin 1805.
Les religieuses de San Mauro, San Vito et San Modesto passèrent au monastère de San Biaggio de la Giudecca.